# Zlatko Papec
Zlatko Papec (Zagabria, 17 gennaio 1934 – Spalato, 3 febbraio 2013) è stato un allenatore di calcio e calciatore jugoslavo, di ruolo attaccante.

## Caratteristiche tecniche
Iniziò come ala però gli piaceva giocare anche come prima punta, era in grado di ricoprire tutti i ruolo in attacco. Veloce e molto abile con la palla al piede, sapeva tirare con ambedue i piedi ed era anche un ottimo assistman.

## Carriera

### Giocatore

#### Club
Iniziò la sua carriera giocando come ala sinistra nella Lokomotiva Zagabria, nel momento in cui il club era un membro regolare della Prva Liga, e faceva parte della più grande formazione in attacco nella storia del club, insieme a Josip Odžak, Vladimir Čonč, Vladimir Firm e Drago Hmelina. Papec apparse in 57 partite di campionato per i Lokosi nel periodo 1952-1955, quando fu arruolato e ha prestato il servizio militare obbligatorio in marina jugoslava.
Dopo aver lasciato la marina entrò nell'Hajduk Spalato con cui debuttò il 5 agosto 1956 nella partita di campionato contro il Velež Mostar pareggiata 0-0. Rimase con il club spalatino fino al 1964, con i Bili collezionò un totale di 366 partite in cui segnò 167 gol (comprese 177 presenze e 55 gol in Prva Liga). Nel 1964 si trasferì all'estero dove si unì alla squadra allora militante in seconda lega tedesca occidentale, il Friburgo, che si affermò come squadra di prima divisione immediatamente dopo l'arrivo ed è apparso in 130 partite nelle sue quattro stagioni con il club. Nel 1968 tornò in Jugoslavia e giocò con il Rijeka. Prima di ritirarsi definitivamente ebbe una breve esperienza con il Junak Sinj nella stagione 1971-1972.

#### Nazionale
Papec fu impiegato dalla nazionale della Jugoslavia sei volte tra il 1953 e il 1956. Fece suo debutto il 14 maggio 1953 in un'amichevole contro il Belgio, giocatasi allo Stadio Heysel e la sua ultima partita internazionale fu in amichevole contro l'Indonesia tenutasi il 23 dicembre 1956 a Giacarta. Fu membro della squadra jugoslava che raggiunse i quarti di finale della Coppa del Mondo del 1954 senza però mai scendere in campo e fece parte della squadra che vinse la medaglia d'argento alle Olimpiadi di Melbourne.

### Allenatore
All'inizio degli anni ottanta fu allenatore del RNK Spalato e del Maribor.

## Statistiche

### Cronologia presenze e reti in nazionale
| Cronologia completa delle presenze e delle reti in nazionale ― Jugoslavia | Cronologia completa delle presenze e delle reti in nazionale ― Jugoslavia | Cronologia completa delle presenze e delle reti in nazionale ― Jugoslavia | Cronologia completa delle presenze e delle reti in nazionale ― Jugoslavia | Cronologia completa delle presenze e delle reti in nazionale ― Jugoslavia | Cronologia completa delle presenze e delle reti in nazionale ― Jugoslavia | Cronologia completa delle presenze e delle reti in nazionale ― Jugoslavia | Cronologia completa delle presenze e delle reti in nazionale ― Jugoslavia |
| Data                                                                      | Città                                                                     | In casa                                                                   | Risultato                                                                 | Ospiti                                                                    | Competizione                                                              | Reti                                                                      | Note                                                                      |
| ------------------------------------------------------------------------- | ------------------------------------------------------------------------- | ------------------------------------------------------------------------- | ------------------------------------------------------------------------- | ------------------------------------------------------------------------- | ------------------------------------------------------------------------- | ------------------------------------------------------------------------- | ------------------------------------------------------------------------- |
| 14-5-1953                                                                 | Bruxelles                                                                 | Belgio                                                                    | 1 – 3                                                                     | Jugoslavia                                                                | Amichevole                                                                | -                                                                         |                                                                           |
| 9-5-1954                                                                  | Zagabria                                                                  | Jugoslavia                                                                | 0 – 2                                                                     | Belgio                                                                    | Amichevole                                                                | -                                                                         | 46’                                                                       |
| 28-11-1956                                                                | Melbourne                                                                 | Jugoslavia                                                                | 9 – 1                                                                     | Stati Uniti                                                               | Olimpiadi 1956 - Quarti di finale                                         | 1                                                                         |                                                                           |
| 4-12-1956                                                                 | Melbourne                                                                 | Jugoslavia                                                                | 4 – 1                                                                     | India                                                                     | Olimpiadi 1956 - Semifinale                                               | 2                                                                         |                                                                           |
| 8-12-1956                                                                 | Melbourne                                                                 | Unione Sovietica                                                          | 1 – 0                                                                     | Jugoslavia                                                                | Olimpiadi 1956 - Finale                                                   | -                                                                         |                                                                           |
| 23-12-1956                                                                | Giacarta                                                                  | Indonesia                                                                 | 1 – 5                                                                     | Jugoslavia                                                                | Amichevole                                                                | 1                                                                         |                                                                           |
| Totale                                                                    |                                                                           | Presenze                                                                  | 6                                                                         |                                                                           | Reti                                                                      | 4                                                                         |                                                                           |